# EK/servicegroup
Die EK/servicegroup eG, kurz EK-Gruppe oder EK, ist eine deutsche Einkaufsgemeinschaft. Sie zählt zu den größten Handelskooperationen Europas.
Sie operiert in den Geschäftsfeldern EK Home (Haushaltswaren, Geschenkartikel, Glas, Porzellan, Keramik, Schreibwaren, Lederwaren, Garten-, Balkon- und Terrassenmöbel sowie Haushaltsgeräte, Küchen, Elektroinstallation, Licht und Spiel- und Freizeitwaren, Bücher, Babyartikel), EK Fashion (Mode, Bekleidung, Heim- und Haustextilien), EK Living (Schlaf- und Sitzmöbel, Heimtextilien), EK DIY (Baumarktbedarf), EK Sport (Bekleidung und Sportgeräte) und EK Books.

## Geschichte
Am 20. Mai 1925 gründeten drei Eisenwarenhändler die Einkaufsgemeinschaft Westfalen Lippe, um beim Wareneinkauf Mengenrabatte zu erhalten. Der erste Vorsitzende Heinrich Tönnies agierte aus seinem Büro in Lage. 1928 – mittlerweile waren 30 Händler angeschlossen – wurde ein eigener Standort gesucht. Dabei wurde aufgrund der Verkehrslage Bielefeld neuer Sitz. Zudem erfolgte die Eintragung der Einkaufsverband Westfalen-Lippe e.G.m.b.H. in das Handelsregister. 1931 wurde der Name in EWELI Großeinkaufsverband e.G.m.b.H. abgekürzt. 1936 wurde mit der Lagerhaltung begonnen, das Sortiment um Haushaltswaren, Haushaltselektrogeräte, Spielwaren, Geschenkartikel usw. erweitert.
1968 fusionierten die EWELI und die Einkaufsgenossenschaft Keramik e.G.m.b.H. (Bremen) zur EWELI-KERAMIK. 1972 fusionierte diese mit den Einkaufsverbänden Rheinwest e.G.m.b.H. (Essen) und ROTE ERDE e.G.m.b.H. (Dortmund) zur EK Großeinkauf e.G.m.b.H.
1994 begann eine Kooperation zwischen EK Großeinkauf und dem E/D/E, indem E/D/E seine Warengruppen Geschenkartikel und Glas, Porzellan, Keramik an EK abgab und die E/D/E-Kunden diese Ware von dort beziehen konnten. Dies wurde 1997 intensiviert, indem EK den größten Teil seines DIY-Sortiments an das E/D/E-Lager abgab. Diese Aktivitäten mündeten am 1. Januar 1998 in der Gründung der ZEUS, in die beide Partner ihre DIY-Bereiche einbrachten und je zu 50 Prozent beteiligt sind. Die Verwaltung der ZEUS findet am Stammsitz des E/D/E in Wuppertal statt. Da 37 Mitglieder der EK diesen Schritt nicht mittragen wollten, gründeten sie gemeinsam einen neuen Verband unter dem Namen EMV Einkaufs- und Marketingverband in Detmold. Dies führt bis heute dazu, dass die von EK initiierten Baufuchs-Baumärkte teilweise der Zeus und teilweise dem EMV zuzuordnen sind. Der erste Geschäftsführer des EMV war Peter Lang, der zuvor 13 Jahre Geschäftsführer der EK-Tochter DIY Zentraleinkauf war.
Mitte der 1990er Jahre gab es den Ansatz, mit dem größeren NB Großeinkauf e.G., Essen (NB steht für Nürnberger Bund) zusammenzugehen, da dieser unter anderem durch ein für dessen Sortiment ungeeignetes, neu gebautes automatisiertes Lager in Schwierigkeiten geraten war. Er schloss sich dann aber 1998 dem noch größeren Kaufring an. Im Januar 2002 sollten die Großhandelsgeschäfte des Kaufring mit denen der EK Großeinkauf verschmolzen werden. Dies verhinderten aber die Banken des inzwischen ebenfalls in Schwierigkeiten geratenen Kaufrings.
Im August 2005 wurde der Name in EK/servicegroup geändert. Es sollte damit einerseits der Internationalisierung des Unternehmens, das in nahezu allen umliegenden Ländern aktiv ist („Großeinkauf“ ist dort nicht verständlich und wirkt teilweise abstoßend), gerecht werden. Andererseits soll hervorgehoben werden, dass EK mehr anbietet, als nur durch gemeinsamen Einkauf günstigere Preise zu erhalten. Mit der Namensänderungen wurde das komplette Corporate Design geändert, das seit 1972 durch die Farbe Blau geprägt war.

## Struktur, Kennzahlen
Der Kooperation gehören über 4.000 (Stand 2024) selbstständige, mittelständische Handelsunternehmen (Fachgeschäfte, Fachmärkte sowie Kauf- und Warenhäuser) in 10 europäischen Ländern an, teilweise mit eigenen Tochtergesellschaften wie EK France, EK Austria oder Euretco, Niederlanden.
Die EK erwirtschaftet einen Außenumsatz von etwa 4,3 Milliarden Euro, einen Zentralumsatz von jährlich etwa 2,2 Milliarden Euro (Stand 2024). Das Ausschüttungsvolumen lag 2020 bei 22 Millionen Euro, die Eigenkapitalquote bei knapp unter 20 Prozent der Bilanzsumme.
Zu den wesentlichen Sortimenten gehören Haushaltswaren, Geschenkartikel, Weiße Ware, Glas, Porzellan, Keramik, Spielwaren, Babyausstattung, Bücher, Mode, Schreibwaren sowie Sport und Möbel in den Niederlanden.
Sitz des als Genossenschaft organisierten Unternehmens ist Bielefeld. Vorstandsvorsitzender ist Martin Richrath, Aufsichtsratsvorsitzender ist Hannes Versloot. Das Unternehmen beschäftigt etwa 600 Mitarbeiter, davon rund 350 in Deutschland.

## Dienstleistungen
Zu den angebotenen Dienstleistungen zählen unter anderem zentraler Einkauf, Marketing, Logistik, Informationstechnologie, zentrale Verrechnung, Unternehmensberatung, Weiterbildung.
Die unter dem Dach der EK/servicegroup angebotenen Dienstleistungen des Unternehmens sind aufgegliedert einerseits in „Services für die Geschäftsfelder“ (Einkauf und Dienstleistung), sowie die „Zentralen Funktionen“ EK Handel, EK Finanzen und Basisfunktionen (Personal, Bilanzen, Controlling, IT u. a.).
Das Unternehmen importiert Waren teilweise direkt aus Fernost, arbeitet in der Logistik eng mit Speditionsdienstleistern zusammen (neben Direktlieferungen von Großlieferanten seit Anfang 2005 die IDS-Logistik-Partnerfirma Gebr. Mönkemöller, Bielefeld), hat eigene Handelsmarken entwickelt, z. B. St. Barth (Textil), my style (Lifestyle-Produkte), my edition (Elektroartikel) und my choice (Innendekoration), tritt auch als Systemgeber auf (mit System- und Betriebstypenkonzepten wie electroplus, küchenplus und weiteren) und veranstaltet mit Industriepartnern regelmäßig hauseigene Muster-, Order-, Trend- und Servicemessen.

## Tochtergesellschaften und Beteiligungen (Auswahl)
- Zum 1. Januar 2007 ging die EK eine Kooperation ein mit der führenden österreichischen Textilhandels-Kooperation Modering MEM GmbH & Co. KG, Graz (69 Handelspartner, Umsatz rund 17 Millionen Euro).
- Ab 2007 wurde durch die Übernahmen der IGEKA eG (Interessengemeinschaft der Kinderfachgeschäfte) und der Ardek eG, Hofheim, ein Babybereich neu aufgebaut.
- Zum 1. Februar 2015 wurde für den Bereich Spielwaren das Joint Venture ToyPartner VEDES/EK GmbH gegründet, an der Vedes und EK zu gleichen Teilen beteiligt sind.[7]